# Aspartato quinase
Aspartato quinase ou aspartoquinase (abreviada na literatura em inglês AK, de aspartate kinase) é uma enzima que catalisa a fosforilação do aminoácido aspartato. Esta reação é o primeiro passo na biossíntese de três outros aminoácidos: metionina, lisina e treonina, conhecida como a "família aspartato". Aspartoquinases estão presentes somente em micro-organismos e plantas, mas não em animais, que devem obter aminoácidos da família aspartato de sua dieta. Consequentemente, metionina, lisina e treonina são aminoácidos essenciais em animais.

## Nomenclatura
A abreviatura genérica para aspartoquinases (na literatura em inglês) é AK. No entanto, a nomenclatura para genes e proteínas da aspartoquinase varia consideravelmente entre as espécies. As principais aspartoquinases são lysC (Bacillus subtilis, Escherichia coli e muitas outras bactérias), ask (Mycobacterium bovis, Thermus thermophilus), AK1–AK3 (Arabidopsis thaliana), FUB3 (Fusarium e Gibberella) e HOM3 (Saccharomyces cerevisiae). Adicionalmente, apk é um sinônimo para lysC.

## Regulação enzimática
Aspartoquinases podem usar o modelo morfeína de regulação alostérica.
Em Escherichia coli, a aspartoquinase está presente como três isozimas reguladas independentemente (thrA, metLM and lysC), cada um dos quais é específica para uma das três vias bioquímicas a jusante. Isso permite a regulação independente das taxas de produção de metionina, lisina e treonina. As formas que produzem treonina e lisina estão sujeitas a inibição de feedback, e todos as três podem ser reprimidas no nível de expressão gênica por altas concentrações de seus produtos finais. A ausência nos animais torna essas enzimas alvos chave para novos herbicidas e biocidas e para melhorias no valor nutricional das culturas.